# 骆利群
骆利群（英語：Liqun Luo，1966年1月—）是一位美籍华人神经生物学家。现任斯坦福大学生物系教授。

## 个人经历
1966年1月出生于上海市，祖籍浙江省台州市临海括苍镇（原名张家渡镇）岭溪村。是中国科学技术大学81少/818校友，现任美国斯坦福大学生物系教授、霍华德·休斯医学研究所研究员。毕业于上海华东师范大学第一附属中学，1981年初中毕业后考取中国科大少年班。1985年，他被中国科学院上海生命科学研究院生化所免试录取为研究生，1986年1月获中国科大本科生最高荣誉奖——郭沫若奖学金，1987年8月赴美留学，在美国布兰戴斯大学生物系攻读博士学位，1992年6月获博士学位。1992年9月，骆利群赴加州大学旧金山分校从事博士后研究。1996年6月，他在斯坦福大学任助理教授，从事神经发育方面的研究。

## 荣誉
- 2012年，美国科学院院士
- 2012年，美国科学促进会会士
- 2012年，美国文理科学院院士
- 2005年，美国霍华德·休斯医学研究所（HHMI）研究员